# Casa forta de Vallfarines
La Casa forta de Vallfarines o Torre de l'Espinal és una edifici fortificat del municipi de Vilanova de Meià (Noguera) inclòs en l'Inventari del Patrimoni Arquitectònic de Catalunya.
Es troba a la vall de Meià, al vessant sud del Montsec de Rúbies. És a ponent de Santa Maria i molt a prop del coll d'Orenga, entremig d'erms i de camps de cultiu.

## Història
El terme del castell de Montsec, que primerament apareix amb el nom de Vallfarines, és el més antic dels llocs de la conca de Meià. Es documenta per primer cop l'any 1001, en què el comte Ermengol I d'Urgell i la seva muller Tedberga vengueren el terme de Vallfarines amb el seu castell pel preu de 200 sous, se suposa que a un membre de la família Meià, la qual apareix com a propietària del lloc alguns anys després. El 1022, consta que Guillem I de Meià amb la seva esposa Garsenda i Company, castlà del castell, amb la seva muller Garsenda, dotaren l'església de Sant Esteve del Montsec. Per donació de la família Meià, l'església i el castell foren propietat del monestir de Meià, segons consta en un capbreu atribuït a l'any 1137. Les mencions al castell de Sant Esteve de Montsec desapareixen en la documentació del segle xii. Sembla que es pot identificar amb l'anomenat castell de Vallfarines. Probablement fou destruït pels gascons que entraren a Catalunya comandats pel comte Mateu de Foix l'any 1396. Els priors de Meià continuaren essent els senyors jurisdiccionals del terme, que, amb la despoblació, es degué unir al de Santa Maria de Meià i després, al de Vilanova de Meià. Actualment, el nom de Sant Esteve s'ha perdut i perviu Vallfarines, amb la deformació de «Vuitferines».

## Arquitectura
És un edifici de planta lleugerament rectangular. Els costats nord i sud fan, a l'exterior, uns 8 m de llarg. Els dos costats restants fan, també a fora, uns 9 m de llarg. Les parets tenen un gruix de 75 cm. Actualment fa uns 7 m d'alt. A uns 2 m del terra hi ha, a la cara interior dels murs, una sèrie de forats que corresponen al nivell del primer trespol. Uns 3 m més amunt hi havia el segon trespol. La porta és situada a la paret orientada cap al sud, era acabada en arc de mig punt adovellat format per 16 dovelles de 60 cm de llarg. La porta era acabada en un arc angular. Sobre la porta hi ha una finestra petita. En aquesta paret de migjorn i a la paret nord hi ha diverses espitlleres, al nivell del primer pis o principal i al nivell superior. Les parets són formades per carreus de mida mitjana, allargats (15 cm d'alt X 40 cm de llarg) o bé més quadrats, units amb morter de calç.
En principi, aquesta construcció es pot datar al segle xii o XIII. Cal suposar que pertanyia a un petit senyor local. Es poden trobar molts altres paral·lels d'edificis semblants en cases fortes de l'època feudal com la de Santa Creu, en aquesta comarca, del municipi d'Artesa de Segre.